# Wspólnota administracyjna Oberding
Wspólnota administracyjna Oberding – wspólnota administracyjna (niem. Verwaltungsgemeinschaft) w Niemczech, w kraju związkowym Bawaria, w rejencji Górna Bawaria, w regionie Monachium, w powiecie Erding. Siedziba wspólnoty znajduje się w miejscowości Oberding.
Wspólnota administracyjna zrzesza dwie gminy wiejskie (Gemeinde): 
- Eitting, 2 468 mieszkańców, 35,63 km²
- Oberding, 5 566 mieszkańców, 64,69 km²